# Josef Krečmer
Josef Krečmer (* 8. března 1958) je český violoncellista, pedagog a manažer.

## Vzdělání a ocenění
Studoval Konzervatoř v Teplicích u prof. Mirko Škampy, Státní konzervatoř v Praze u prof. Josefa Chuchra a Hudební fakultu AMU v Praze u Alexandra Večtomova a Miloše Sádla. Absolvoval mistrovské kurzy u Natalie Šachovské a Erki Rautia. Zúčastnil se mnoha interpretačních soutěží:
- Celostátní interpretační soutěž Hudební mládeže ČSSR – 1. cena
- Heranova mezinárodní violoncellová soutěž – 2. cena a diplom nejlepšího účastníka z ČSSR
- Concertino Praga – absolutní vítěz (mezinárodního kola rozhlasové soutěže)

## Pedagogická, koncertní a pořadatelská činnost
Od roku 1979 vyučuje hru na violoncello na Konzervatoři Pardubice, kde vychoval řadu vynikajících absolventů. V letech 1991 – 2003 byl koncertním mistrem Komorní filharmonie Pardubice, natočil řadu snímků pro Český rozhlas a na CD. V letech 1989 – 1991 pracoval pro Nadaci Yehudi Menuhina v Paříži, kde spolupořádal koncertní vystoupení mnoha českých umělců po celé Francii. Působil také jako koncertní mistr v mezinárodním orchestru v Théâtre des Champs-Élysées v Paříži.
V roce 2004 založil komorní soubor Barocco sempre giovane a je jeho uměleckým vedoucím. Pořádá koncerty klasické hudby, na kterých dává příležitost především mladým začínajícím hudebníkům. V Pardubicích pořádá také cykly koncertů na zámku a v Sukově síni Domu hudby.
Od roku 2013 do roku 2021 byl uměleckým ředitelem a pořadatelem Mezinárodního festivalu Pardubické hudební jaro.